# Parco nazionale Lierne
Il parco nazionale Lierne è un parco nazionale della Norvegia, nella contea di Trøndelag. È stato istituito nel 2004 e occupa una superficie di 333 km².